# 金亨範
金亨範（韓語：김형범，1975年11月25日—），韓國男演員。

## 演出作品

### 電視劇
- 2004年：SBS《峇里島的日子》飾演 水晶的哥哥
- 2004年：SBS《巴黎戀人》飾演 尹修赫的朋友
- 2004年：KBS《海神》
- 2006年：SBS《好想戀愛》
- 2006年：MBC《90天，相愛的時間》
- 2007年：SBS《錢的戰爭》飾演 趙哲修
- 2007年：SBS《殘酷的愛》飾演 池勤石
- 2008年：MBC《每天夜晚》
- 2009年：KBS《男人的故事》飾演 鍾浩
- 2009年：SBS《不要猶豫》飾演 車達修
- 2009年：SBS《耶誕節會下雪嗎》
- 2010年：SBS《婦產科女醫生》飾演 妍林的丈夫
- 2010年：MBC《金首露》飾演 鄒慶
- 2010年：SBS《醫生冠軍》飾演 崔咸植
- 2010年：SBS《南瓜花純情》飾演 李成雲
- 2011年：MBC《一閃一閃亮晶晶》飾演 韓尚元
- 2011年：SBS《49天》飾演 49天時間旅行者
- 2011年：SBS《守護老闆》飾演 金祕書
- 2011年：JTBC《噗通噗通… 他和她的心跳聲》飾演 吳勇學
- 2012年：KBS《順藤而上的你》飾演 南男九
- 2012年：MBN《愛情能用錢買嗎》飾演 方國范
- 2012年：SBS《閣樓上的王子》飾演 洪納賢
- 2012年：KBS《Family》飾演 烈亨範
- 2013年：KBS《天命：朝鮮版逃亡者故事》飾演 弼斗
- 2013年：MBC《奇皇后》飾演 趙參
- 2013年：MBC《Drama Festival－混蛋逃出記》飾演 斗徒
- 2014年：《Love in Memory 2－爸爸的手冊》飾演 正元
- 2014年：SBS《誘惑》飾演 趙英哲
- 2014年：MBC《媽媽》飾演 裸體攝影師
- 2014年：KBS《鋼鐵人》飾演 卞東根
- 2014年：SBS《奔跑吧薔薇》飾演 奉馬奉
- 2015年：MBC《Kill Me Heal Me》飾演 崔室長
- 2015年：MBC《華政》飾演 金慶徵
- 2015年：SBS《Remember-兒子的戰爭》飾演 宋在益
- 2016年：MBC《獄中花》飾演 道治
- 2017年：MBC《你太過分了》飾演 言鳳秀
- 2018年：OCN《小神的孩子們》飾演 崔成基
- 2018年：KBS《車達萊夫人的愛情》飾演 卓許世
- 2020年：SBS《媽媽出軌了》飾演 姜錫煥
- 2023年：tvN《閃亮的西瓜》饰演 吴马周（46歲時期）

### 電影
- 2002年：《黑幫愛美麗》
- 2003年：《愛在繽紛季節》
- 2006年：《壟斷者》
- 2008年：《京城往事》
- 2008年：《在你熟睡的時候》
- 2008年：《我們學校有ET》
- 2008年：《夏日密語》
- 2009年：《七級公務員》
- 2010年：《女兵日記》
- 2011年：《戀愛拼圖》
- 2012年：《永無結局的故事》
- 2015年：《藥商》
- 2015年：《老自行車》
- 2015年：《檔案：4022天的繁殖》

## 外部連結
- NAVER （页面存档备份，存于）